# Phan Khoang
Phan Khoang (1906-1971) là nhà sử học, nhà giáo, và là nhà báo Việt Nam.

## Thân thế
Ông sinh năm 1906 tại xã Phước Sơn, huyện Quế Sơn, tỉnh Quảng Nam trong gia đình nhà nho. Cha ông là Tiến sĩ Phan Quang, người đứng thứ hai trong nhóm Ngũ Phụng Tề Phi của Quảng Nam. Mẹ ông là bà Phan Thị Quýt. Hai người em trai ông là nhà văn Phan Thứ Khanh hay Phan Hựu, Phan Mật.

## Sự nghiệp
Thuở nhỏ, ông học ở Huế và làm công chức ngành Bưu điện, sau chuyển sang ngành Công chánh rồi làm Quan thuế (Hải quan). Ông từng làm việc ở Huế, Quy Nhơn nhưng vì tính cương trực, phóng khoáng không chịu gò bó của chế độ công chức thuộc địa, xin từ chức về quê sống ẩn dật.
Vào những năm 1930, ông và cha ở Quế Sơn. Trong thời gian này, ông được cha dạy chữ Hán nên vốn kiến thức của ông khá vững giúp ích rất nhiều cho việc nghiên cứu của ông sau này. Từ năm 1940, ông dạy học tại trường Trung học Chấn Thanh (Đà Nẵng), trường Phan Châu Trinh (Hội An).
Cách mạng tháng Tám thành công, ông tham gia Hội Văn hóa cứu quốc. Sau đó, ông trở về thành tiếp tục dạy học và làm báo, từng làm chủ bút các báo Bình Minh, Trách Nhiệm, Vì Dân (từ 1949-1955) ở Huế.
Từ năm 1955, ông làm việc ở bộ Văn hóa Sài Gòn một thời gian. Năm 1961, ông tham gia ủng hộ nhóm Caravelle chống chế độ Ngô Đình Diệm, bị bắt giam và được trả tự do sau ngày chế độ Ngô Đình Diệm bị lật đổ.
Từ năm 1963 ông được mời giảng dạy ở các Trường Đại học Văn khoa Sài Gòn, Đại học Huế về văn chương Việt Hán và Việt sử và đồng thời tham gia viết bài trên Tập san Sử Địa (1966-1975) cùng với các nhà sử học khác như Hoàng Xuân Hãn, Phạm Văn Sơn, đây là một tạp chí có uy tín về sử học thời kỳ đó.
Năm 1970, ông bị bệnh phải ra nước ngoài điều trị, nhưng không khỏi. Năm 1971, ông về nước, và mất ngày 22 tháng 10 năm 1971 tại Sài Gòn.

## Tác phẩm
Các tác phẩm chính của ông có: 
- Trung dung dịch giải
- Trung Quốc sử lược
- Việt Pháp bang giao sử lược (1950)
- Việt Nam Pháp thuộc sử (1961, Sài Gòn)
- Việt sử xứ Đàng Trong (Cuộc Nam tiến của dân tộc Việt Nam - 1970)
- Cửa vào sử học
- Tổ chức chính quyền trung ương dưới thời Nguyễn